# Енгаурі Райс
Енгаурі Райс (англ. Angourie Rice; нар. 2001) — австралійська акторка, найбільш відома своїми ролями у фільмах «Останні години» (Роуз), «Круті чуваки» (Голлі), «Людина-павук: Повернення додому» (Бетті Брант).

## Раннє життя
Райс проживає в Мельбурні, разом з батьком-режисером Джеремі Райсом і матір'ю-письменницею Кеті Райс. Також протягом п'яти років вона проживала в Перті, а потім якийсь час в Мюнхені, в Німеччині, перш ніж сім'я знову повернулася в Мельбурн.

## Кар'єра
У 2013 році Райс дебютувала в апокаліптичному трилері «Останні години», де знялася разом з Натаном Філліпсом. Режисером і сценаристом виступив Зак Хілдіч. Також з'явилася на початку і в кінці фільму «Прогулянка з динозаврами».
У 2015 році Райс знялася в телесеріалах «Таємниці доктора Блейка», «Найгірші роки в моєму житті» і «Таємниця острова Мако».
У 2016 році Райс разом з Дугі Болдуїном, Джоелем Локом, Рахартом Адамсом і Меттом Тестро знялася в науково-фантастичному фільмі «Загублені: Книга Тіней». Там вона виконала роль антагоністки Теган та за її словами, ця роль їй сподобалася.
У тому ж році Райс знялася в комедії «Круті чуваки» разом з Расселом Кроу і Райаном Гослінгом. Режисером виступив Шейн Блек. Прем'єра в прокаті відбулася 20 травня 2016 року на Warner Bros. Pictures.
У 2017 році з'явилася у фільмі/адаптації Софії Копполи твору Томаса П. Куллінана «Обдурений», прем'єра якого відбулася на Каннському кінофестивалі 2017 року, де Коппола виграла приз за найкращу режисуру. Також вона зіграла роль Бетті Брант у перезавантаженні «Людина-павук: Повернення додому».
У 2018 році знялася в романтичній драмі «Кожен день», а також буде грати роль Лізи у австралійській версії мюзиклу «Леді в чорному».

## Фільмографія

### Фільми
| Рік  | Назва                                 | Роль          | Примітки          |
| ---- | ------------------------------------- | ------------- | ----------------- |
| 2009 | Приховані хмари                       |               | Короткометражка   |
| 2011 | Мерсі                                 | Мерсі         | Короткометражка   |
| 2012 | Трансмісія                            | Тіллі         | Короткометражка   |
| 2013 | Останні години                        | Роза          |                   |
| 2013 | Копіювання                            | Лу Лу         | Короткометражка   |
| 2013 | Прогулянка з динозаврами              | Джейд         | озвучення         |
| 2016 | Загублені: Книга Тіней                | Теган         |                   |
| 2016 | Круті чуваки                          | Голлі         |                   |
| 2017 | Джеспер Джонс                         | Елайза Вішарт |                   |
| 2017 | Людина-павук: Повернення додому       | Бетті Брант   |                   |
| 2017 | Обдурений                             | Джейн         |                   |
| 2018 | Кожен день                            | Ріаннон       |                   |
| 2018 | Леді в чорному                        | Ліза          | [ 8 ] [ 8 ] [ 9 ] |
| 2019 | Людина-павук: Далеко від дому         | Бетті Брант   |                   |
| 2020 | Daisy Quokka: World's Scariest Animal | Дейзі         |                   |
| 2021 | Людина-павук: Нема шляху додому       | Бетті Брант   | [ 10 ]            |
| 2022 | Товариство Онор                       | Онор Роуз     |                   |
| 2022 | Випускний рік                         | Стефані       |                   |
| 2024 | Круті дівчата                         | Кейді Герон   |                   |

### Телебачення
| Рік         | Назва                       | Роль           | Примітки                              |
| ----------- | --------------------------- | -------------- | ------------------------------------- |
| 2014        | Таємниці доктора Блейка     | Ліза Вутон     | Епізод: «Тиша»                        |
| 2014        | Найгірші роки в моєму житті | Рубі           | Епізод: «Гелловін»                    |
| 2015        | Секрет острова Мако         | Неппі          | Епізод: «Безквитковий»                |
| 2019        | Чорне дзеркало              | Рейчел Гоггінс | Епізод: «Rachel, Jack and Ashley Too» |
| 2021        | Мейр з Істтауна             | Шивон Шіен     | 7 серій                               |
| 2021 — 2022 | The Daily Bugle             | Бетті Брант    | вебсеріал; 13 серій                   |
| 2023        | Останнє, що він мені сказав | Бейлі          | 7 серій                               |